# Samorogouan (département)
Cet article concerne le département et la commune rurale. Pour le village chef-lieu, voir Samorogouan.

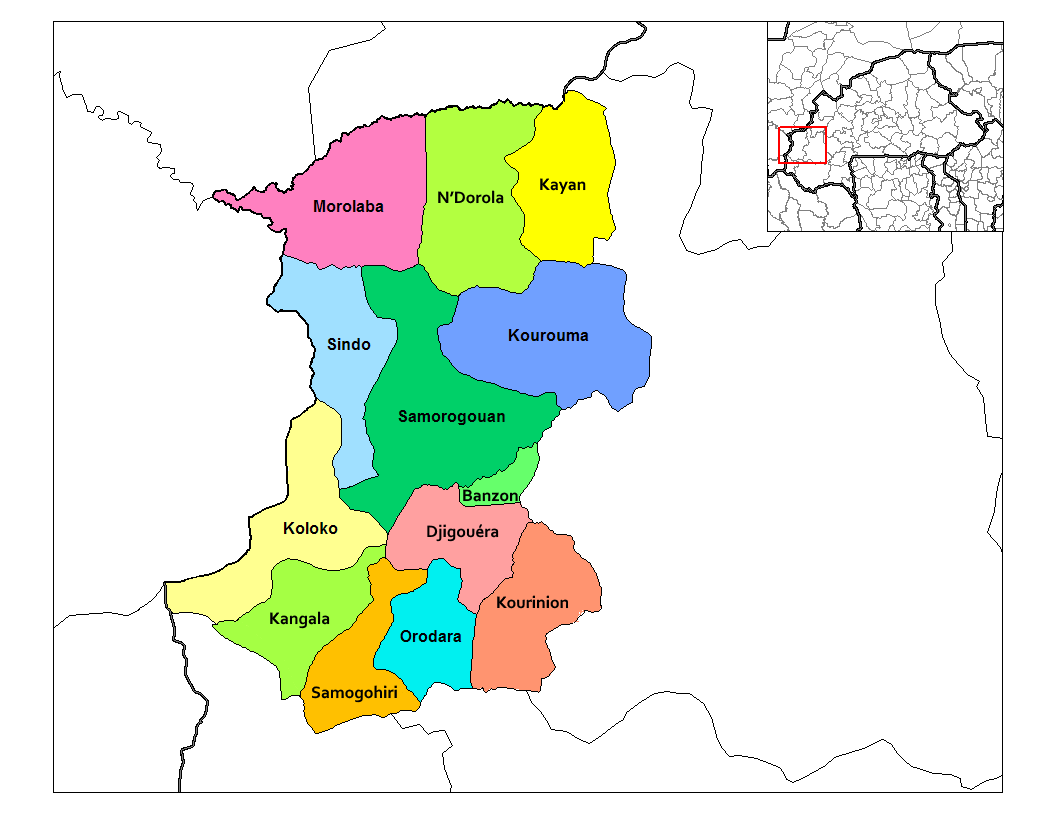
Localisation de la province du Kénédougou

Samorogouan est un département et une commune rurale de la province du Kénédougou, situé dans la région des Hauts-Bassins à l'ouest du Burkina Faso.

## Géographie
S'étendant sur 1 218 km2 à proximité de la frontière malienne, le climat du Samorogouan est de type semi-aride, avec une pluviométrie moyenne d'environ 1 000 mm/an conduisant à une végétation et des paysages de type savane soudanienne.
En 2006, le dernier recensement comptabilise 35 953 habitants.

### Villages
Le département et la commune rurale de Samorogouan est administrativement composé de dix-sept villages, dont le village chef-lieu homonyme :
- Banakoro
- Djégouan
- Fankara
- Karna
- Kongolikoro
- Korkorla
- N’Dana
- N’Gana
- Samorogouan, chef-lieu
- Sana
- Sikorla-Diérikandougou
- Sokoro
- Sougalobougou
- Sourou
- Ténasso
- Zoumahiri

## Économie
Du fait de son climat et de sa densité relativement faible de population, c'est un département à vocation pastorale et agricole, où se trouvent deux zones d'activité : à l'ouest le « bassin cotonnier » et au sud-ouest le « front cotonnier » qui à eux deux représentaient 50% et 35% de la production nationale de coton au début des années 2000. L'État décide après les grandes sécheresses des années 1970, de développer dans le département d'importantes zones pastorales (sur 75% de la surface du département) pour le bétail – mené par des pasteurs migrants d'origine Mossi et Peuls principalement, comptant à la fin des années 1990 pour 53% de la population du Samorogouan – en signant des séries d'accord avec les chefs coutumiers et des villages (don des terres à l'État pour 50 ans), non sans créer des conflits avec les agriculteurs locaux et d'importants défrichements. La mise en place de Commissions villageoise de gestion des terroirs (CVGT) au tournant des années 2000, est une tentative de l'État burkinabè pour régler les problèmes liés à l'essor de l'élevage dans le département.